# 白丝膜菌属
白丝膜菌属（学名：Leucocortinarius），是丝膜菌科下的一个属。

## 下属物种
本属包括以下物种：
- 球基污白丝膜菌 Leucocortinarius bulbiger (Alb. & Schwein.) Singer，球状白丝膜菌
- Leucocortinarius castulifer (Romagn.) Romagn.